# Stenoporpia campa
Stenoporpia campa là một loài bướm đêm trong họ Geometridae.